# Winnetou i król nafty
Winnetou i król nafty (niem. Der Ölprinz, serb.-chorw. Kralj petroleja) – zachodnioniemiecko-jugosłowiański film przygodowy z 1965 roku, zainspirowany cyklem powieści Karla Maya.

## Fabuła
Nikczemny i żądny władzy bandyta, znany jako Król Nafty, pragnie szybko się wzbogacić. W tym celu chce posiąść złoża ropy naftowej. Jednak na tej cennej ziemi mieszkają osadnicy. Król Nafty postanawia się ich pozbyć. Jednak z pomocą nadchodzą Old Surehand i jego czerwony brat Winnetou. Razem stawią czoło bandycie.

## Obsada
- Pierre Brice – Winnetou
- Thomas Eckelmann – Winnetou (głos)
- Stewart Granger – Old Surehand
- Helmo Kindermann – Old Surehand (głos)
- Harald Leipnitz – Król Nafty
- Macha Méril – Lizzy
- Marion Hartmann – Lizzy (głos)
- Terence Hill – Richard Forsythe
- Christian Wolff – Richard Forsythe (głos)
- Walter Barnes – Bill Campbell
- Arnold Marquis – Bill Campbell (głos)
- Antje Weissgerber – pani Ebersbach
- Milan Srdoč – Stary Wabble
- Hugo Schrader – Stary Wabble (głos)
- Reinhard Kolldehoff – Webster (głos)
- Heinz Erhardt – kantor Aurelius Hampel
- Gerd Frickhöffer – Kovacz
- Veljko Maricić – Bergmann
- Kurt Mühlhardt – Bergmann (głos)
- Dušan Janićijević – lokaj
- Rainer Brandt – lokaj (głos)
- Davor Antolić – Paddy
- Slobodan Dimitrijević – Knife
- Davor Antolić – Paddy
- Zvonimir Črnko – Billy Forner
- Milivoje Popović-Mavid – Mokaschi
- Ilija Ivezić – Webster
- Reinhard Kolldehoff – Webster (głos)
- Petar Petrović – Jimmy Campbell
- Arne Elsholtz –
  - Jimmy Campbell (głos),
  - Nitsas-Ini (głos)
- Slobodan Vedernjak – John Campbell
- Branko Supek – Jack Campbell
- Uwe Paulsen – Jack Campbell (głos)
- Marinco Cosić – Tobby
- Vladimir Leib – Duncan
- Hans W. Hamacher – Duncan (głos)
- Stole Aranđelović, Jovan Janicijević, Misko Polaneć – bandyci
- Antun Nalis – Jenkins
- Hans Wocke – Jenkins (głos)
- Petar Dobric – Nitsas-Ini
- Sime Jagarinec – syn Mokaschiego
- Sabine Bredemeyer – niemowlę

## Wersja polska
Wersja polska: Studio Opracowań Filmów w Warszawie

Reżyseria: Izabella Falewiczowa

Wystąpili:
- Henryk Czyż – Winnetou
- Krzysztof Chamiec – Old Surehand
- Andrzej Żarnecki – Król Nafty
- Małgorzata Włodarska – Lizzy
- Jerzy Rogowski – Richard Forsyte
- Zbigniew Kryński – Bill Campbell
- Aniela Świderska – pani Ebersbach
- Adam Mularczyk – Stary Wabble
- Zdzisław Salaburski – Webster
- Władysław Surzyński – kantor Aurelius Hampel
- Witold Kałuski – Kovacz
- Marian Wyrzykowski – Bergmann
- Leonard Pietraszak – lokaj
- Feliks Chmurkowski – Duncan

i inni